# Brachystegia tamarindoides
Brachystegia tamarindoides är en ärtväxtart som beskrevs av George Bentham. Brachystegia tamarindoides ingår i släktet Brachystegia och familjen ärtväxter. Inga underarter finns listade i Catalogue of Life.